# Saint-Laurent-de-la-Prée
Saint-Laurent-de-la-Prée is een gemeente in het Franse departement Charente-Maritime (regio Nouvelle-Aquitaine). De plaats maakt deel uit van het arrondissement Rochefort. Saint-Laurent-de-la-Prée telde op 1 januari 2022 2.285 inwoners.

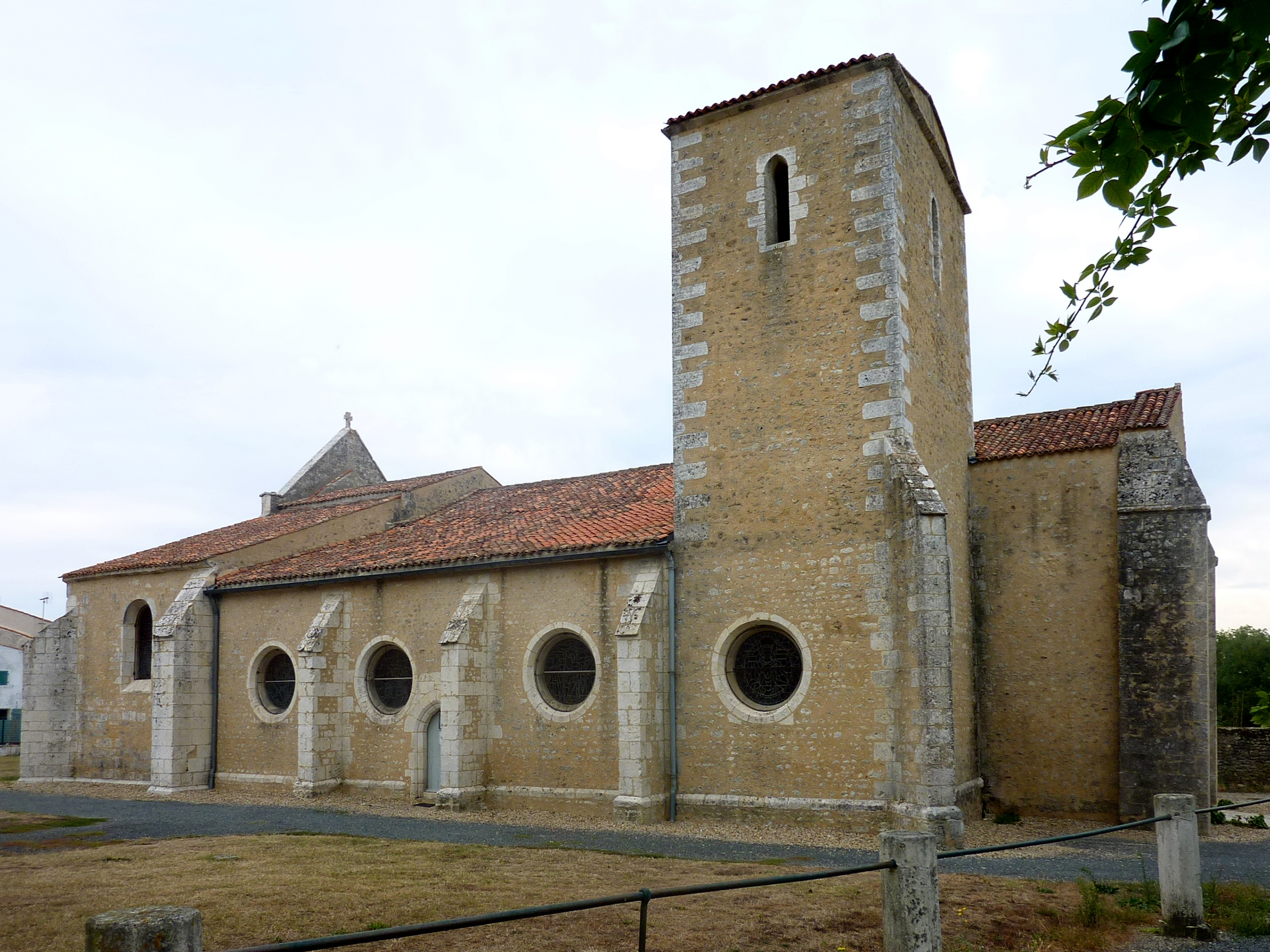
Kerk van Saint-Laurent-de-la-Prée
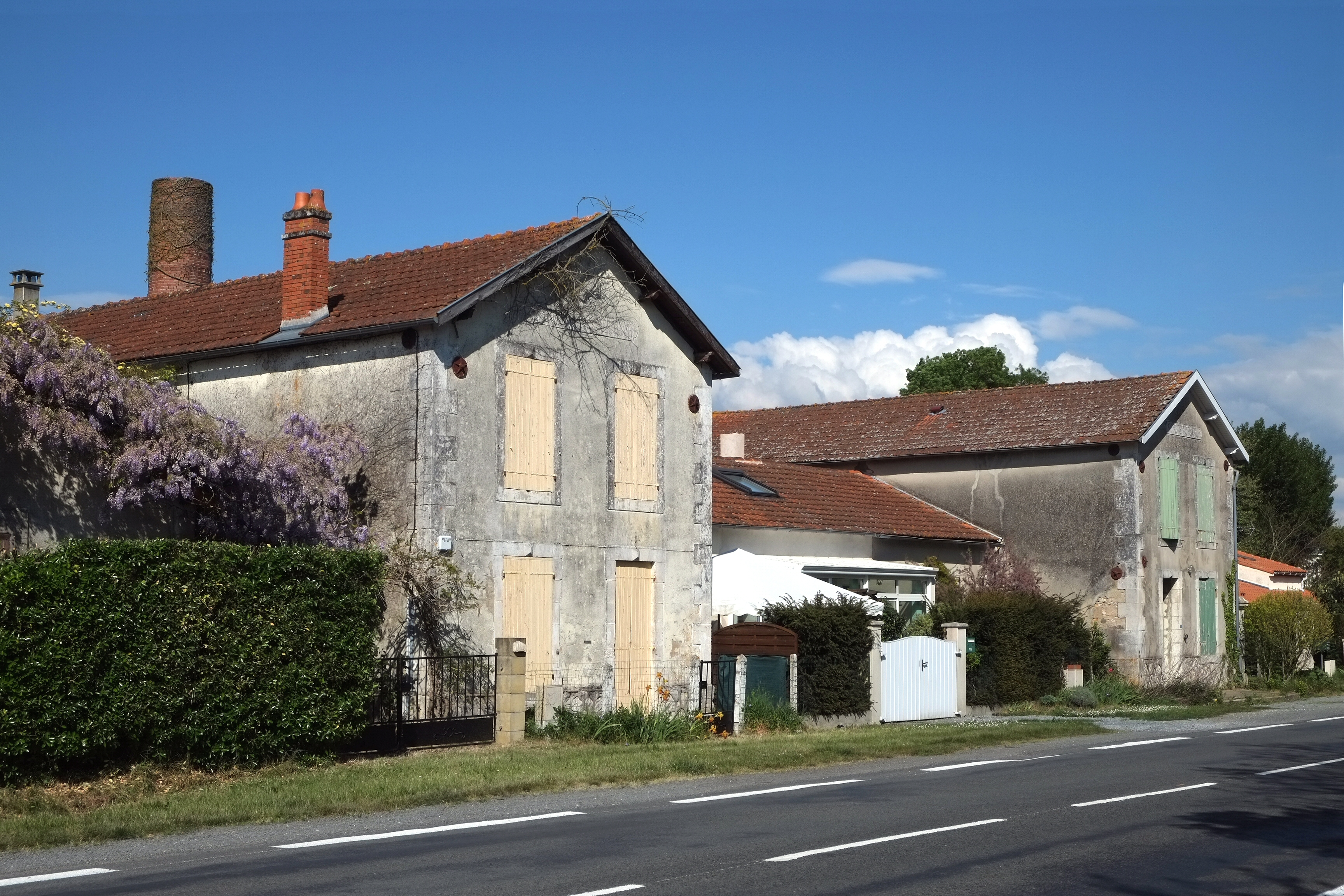
Oude melkcoöperatie
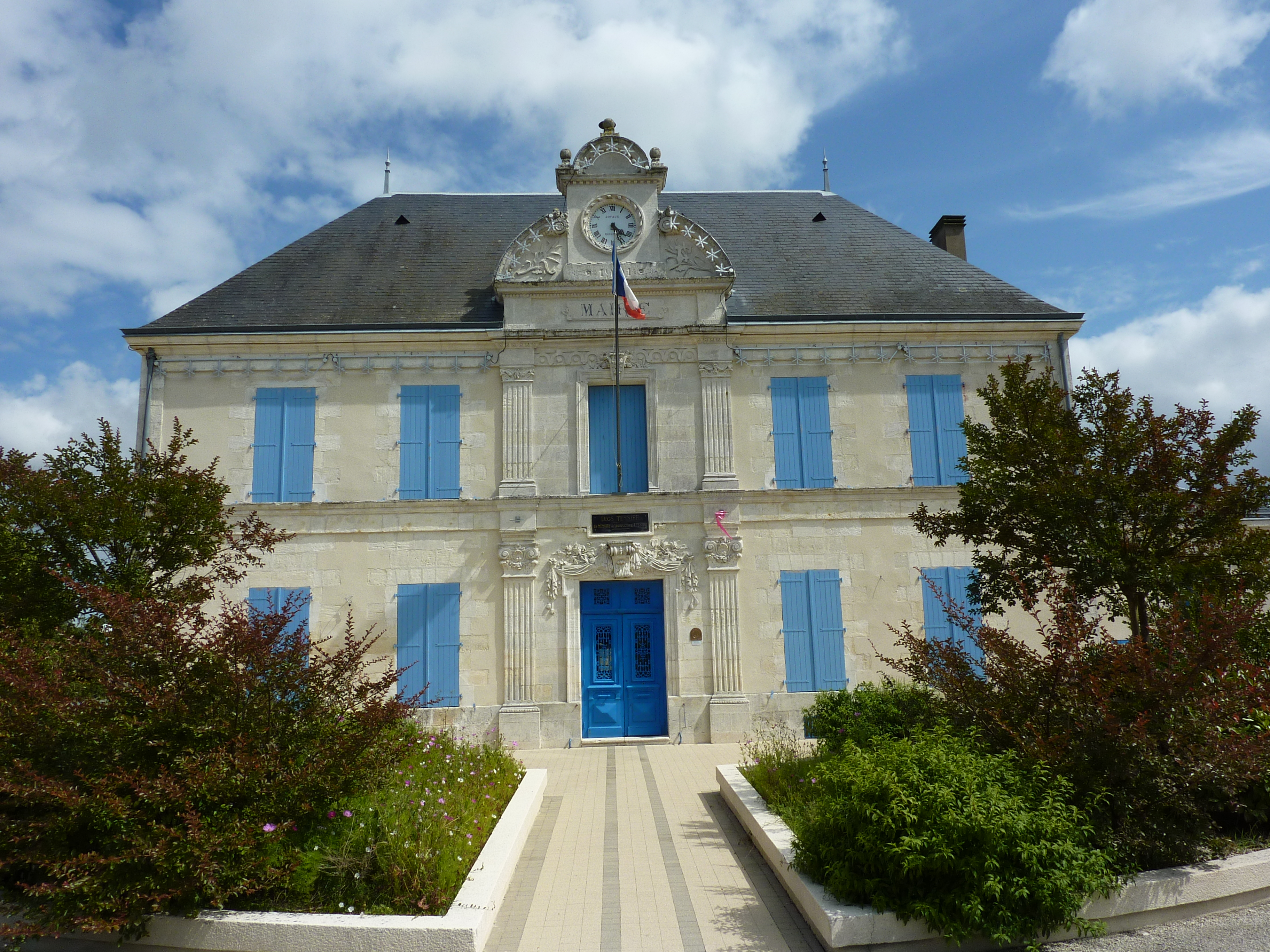
Gemeentehuis
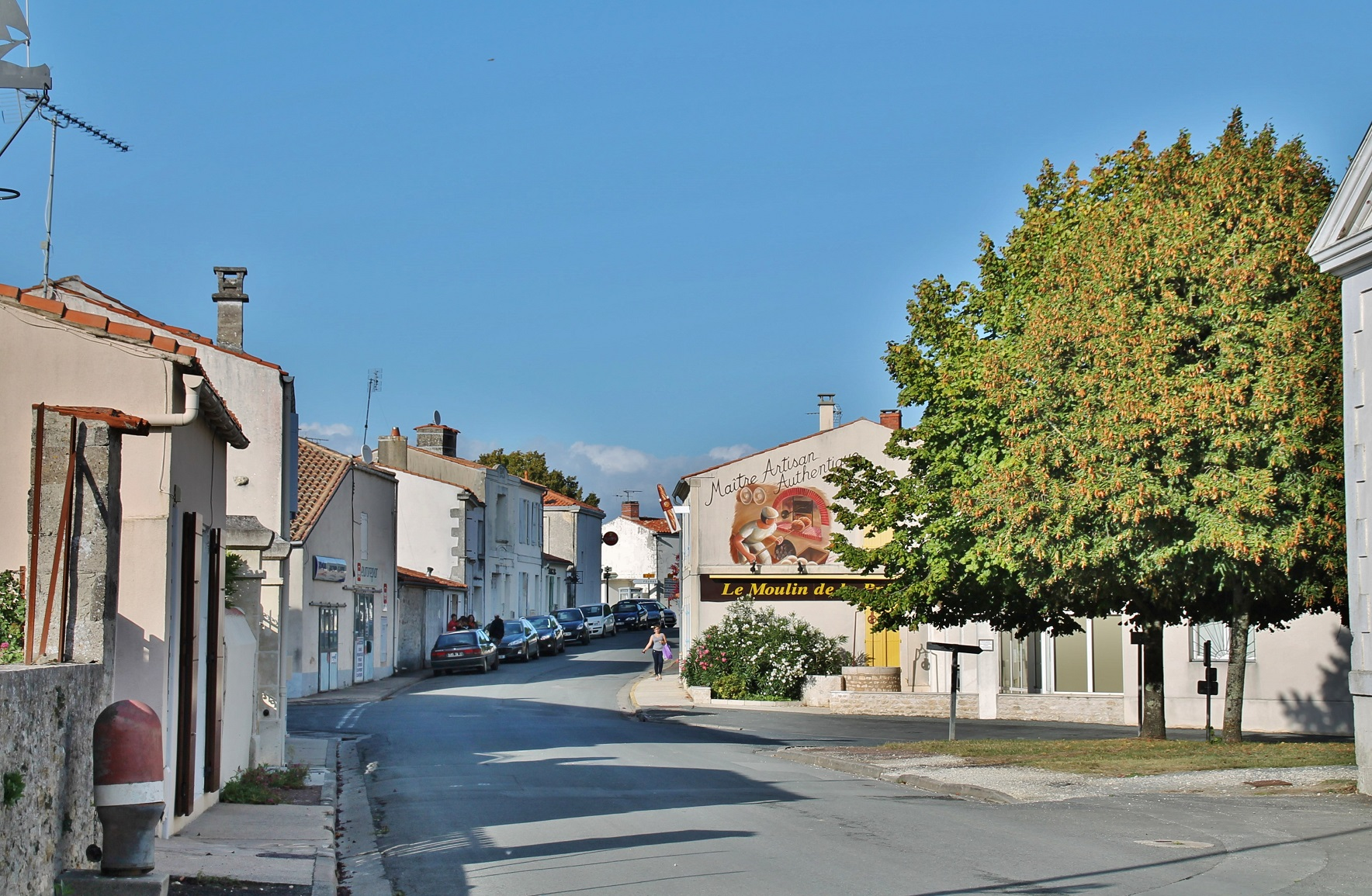
Centrum

## Geografie
De oppervlakte van Saint-Laurent-de-la-Prée bedroeg op 1 januari 2022 27,51 vierkante kilometer; de bevolkingsdichtheid was toen 83,1 inwoners per km².
De onderstaande kaart toont de ligging van Saint-Laurent-de-la-Prée met de belangrijkste infrastructuur en aangrenzende gemeenten.

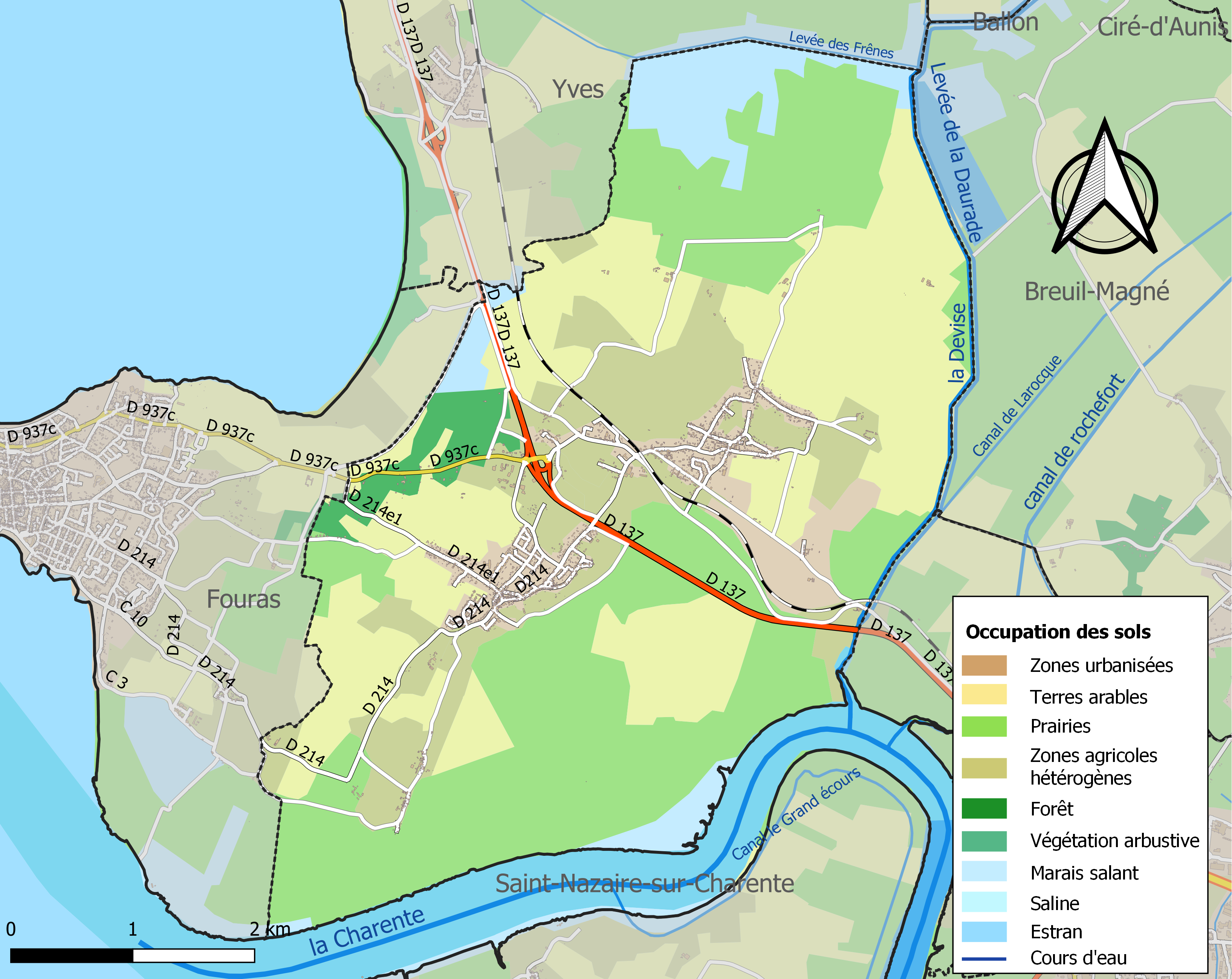

## Verkeer en vervoer
In de gemeente ligt spoorwegstation Saint-Laurent Fouras.

## Demografie
Onderstaande figuur toont het verloop van het inwonertal (bron: INSEE-tellingen).